# Union des démocrates et indépendants
Die Union des démocrates et indépendants ist ein 2012 entstandenes Parteienbündnis in Frankreich. Es wird der politischen Mitte bzw. dem Mitte-rechts-Lager zugeordnet und vertritt zentristische, liberale, christdemokratische und pro-europäische politische Positionen.

## Entstehung
Ursprung der Partei war ein Wahlbündnis zu der Parlamentswahl 2012, als die Niederlage der Regierungsparteien der Präsidentschaft von Nicolas Sarkozy und der Wahlsieg der politischen Linken unter François Hollande absehbar wurden. Abgeordnete des bürgerlichen Lagers, die mit dem Kurs der UMP unter Sarkozy, der im Wahlkampf die Partei durch Betonung der Themen Einwanderung, innere Sicherheit und nationale Identität weit nach rechts geführt hatte, nicht länger einverstanden waren, bildeten daraufhin eine gemeinsame Fraktion.
Die UDI wurde von verschiedenen Beobachtern als Reinkarnation des 1978 gegründeten und 2007 aufgelösten bürgerlichen Mitte-Bündnisses Union pour la démocratie française (UDF) bezeichnet, da die UDI ähnliche politische Strömungen vereinigt und eine vergleichbare Position im politischen Spektrum einnimmt wie einst die UDF. Valéry Giscard d’Estaing, der einzige ehemalige Staatspräsident aus den Reihen der UDF, sandte eine Videobotschaft an den Gründungskongress der UDI, in der er an die Gründung und die Erfolge der UDF erinnerte und der neuen Formation „viel Glück“ wünschte.

## Mitgliedsparteien

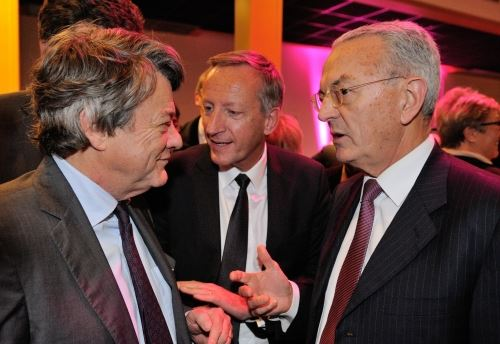
UDI-Vertreter Jean-Louis Borloo, Olivier Richefou und Jean Arthuis (v. l. n. r.), 2014

Die UDI vereint(e) folgende Parteien in sich, die formal weiterhin eigenständig sind:
- Force européenne démocrate von Hervé Marseille
- La Gauche moderne von Jean-Marie Bockel

Assoziierte Mitglieder:
- Nouvelle écologie démocrate von Éric Delhaye
- France écologie von Isabelle Jacono
- Canal écologiste républicain von Renaud Siry
- Tapura huiraatira – 2016 gegründete Mitte-rechts-Partei in Französisch-Polynesien, die für die Autonomie aber gegen die Unabhängigkeit des Überseegebiets eintritt.
- Génération 1901 – Zusammenschluss von ehemaligen Mitgliedern der Parti radical valoisien (von 2012 bis 2017 Mitgliedspartei der UDI), die sich nicht an der Fusion zum Mouvement radical beteiligen, sondern in der UDI verbleiben wollten, darunter Sophie Joissains, Daniel Leca, Michel Zumkeller.

Ehemalige Mitglieder:
- Alliance centriste (AC) von Philippe Folliot. Diese Formation wurde am 25. März 2017 wegen ihrer Unterstützung der Präsidentschaftskandidatur von Emmanuel Macron aus der UDI ausgeschlossen.[6] Ein Großteil der Abgeordneten der AC entschied sich jedoch, in der UDI zu verbleiben.
- Centre national des indépendants et paysans (CNIP) von Bruno North, hat die UDI 2013 wieder verlassen.
- Parti radical (PRad) von Laurent Hénart: Die Parti radical valoisien ist eine Nachfolgepartei der gleichnamigen Partei, die als Partei des liberalen Bürgertums die dominierende Partei der Dritten Französischen Republik war, bevor sie in den 1960er Jahren zwischen den beiden großen Blöcken zerrieben wurde und sich in die linksliberale Parti radical de gauche und die Parti radical valoisien spaltete. Diese Spaltung wurde 2017 wieder überwunden. Das aus der Wiedervereinigung der beiden radikalen Parteien entstandene Mouvement radical gehört nicht mehr der UDI an. Ein Teil der Abgeordneten der PRad beteiligte sich aber nicht an der Fusion und verblieb stattdessen in der UDI.
- Les Centristes (LC) ehemals Nouveau Centre (NC) von Hervé Morin: Die Formation Nouveau Centre war 2007 aus denjenigen Vertretern der zentristisch-liberalen UDF entstanden, die Sarkozys Präsidentschaft unterstützten. Unter den Mitgliedern der Partei befinden sich daher zahlreiche ehemalige Minister der Regierung Sarkozy. Am 11. Dezember 2016 wurde die Partei in Les Centristes umbenannt. Im Dezember 2017 hat sich die Partei von der UDI losgesagt. Ein Teil ihrer Abgeordneten entschied sich jedoch dafür, in der UDI zu verbleiben.
- Parti libéral-démocrate (PLD) von Aurélien Véron, gehörte der UDI nur für wenige Monate im Jahr 2013 an.
- GayLib von Catherine Michaud, war mit der UDI von 2013 bis 2018 assoziiert.

Individuelle Mitglieder:
Im Oktober 2014 gab es über 9.000 Einzelpersonen, die nicht bei einer der Mitgliedsparteien, sondern unmittelbar bei der UDI Mitglied waren. Prominente individuelle Mitglieder sind Laurent Degallaix (Abgeordneter und Bürgermeister von Valenciennes, bis 2017 Mitglied der PRad), Yannick Favennec (Abgeordneter, bis 2017 Mitglied der AC), Brigitte Fouré (Bürgermeisterin von Amiens, Generalsekretärin der UDI, bis 2017 Mitglied von LC), Louis Giscard d’Estaing (ehemaliger UMP-Abgeordneter, Sohn des ehemaligen Staatspräsidenten Valéry Giscard d’Estaing), Yves Jégo (Vizepräsident der Nationalversammlung, stellvertretender Vorsitzender der UDI, bis 2017 Mitglied der PRad), Maurice Leroy (Abgeordneter, Sprecher der UDI, bis 2012 Mitglied des NC) sowie François Zocchetto (Bürgermeister von Laval und ehemaliger Senator, bis 2017 Mitglied der AC).

## Wahlen
Bei der Kommunalwahl im März 2014 entfielen auf die UDI frankreichweit in der ersten Runde 2,33 % der Stimmen. Sie erhielt 5.373 der 36.681 kommunalen Mandate.
Bei der Europawahl 2014 trat die UDI auf einer gemeinsamen Liste mit dem zentristischen Mouvement démocrate (MoDem) unter dem Namen Les Européens - l'Alternative an. Die Liste erreichte 9,9 % und sieben Sitze – vier weniger als 2009 die MoDem alleine.
Bei den Départementswahlen im März 2015 entfielen auf UDI-Kandidaten 1,3 % der Stimmen. Allerdings konnte die UDI 364 der 4.108 Sitze gewinnen. Bei den Regionalwahlen im Dezember 2015 trat die UDI auf gemeinsamen Listen mit Republikanern (LR), MoDem und anderen Mitte-rechts-Parteien an. Sie erreichte 199 der 1753 Sitze in den Regionalräten. Zudem stellt sie mit Hervé Morin den Präsidenten des Regionalrats der Normandie.
Bei der Präsidentschaftswahl 2017 lehnten die Mitglieder der UDI eine Teilnahme an der Vorwahl der Republikaner (LR) ab. Der UDI-Vorsitzende Jean-Christophe Lagarde unterstützte die schließlich gescheiterte Kandidatur von Alain Juppé bei der Vorwahl. Er unterstützte anfangs auch den LR-Präsidentschaftskandidaten François Fillon, entzog ihm aber wegen der Penelope-Affäre die Unterstützung.
Zur Europawahl 2019 trat die UDI mit einer eigenen Liste und Jean-Christophe Lagarde als Spitzenkandidat an. Sie erhielt 2,5 % der Stimmen und verlor damit ihre Vertretung im Europäischen Parlament.

## Internationale Verbindungen
Nachdem die UDI bei der Europawahl 2014 durch eine gemeinsame Liste mit dem Mouvement démocrate (MoDem) in das Europäische Parlament eingezogen war, schloss sie sich der MoDem-dominierten Europäischen Demokratischen Partei (EDP) an. Die Europaabgeordneten traten der Fraktion der Allianz der Liberalen und Demokraten für Europa bei. 2016 wechselte die UDI von der EDP zur ALDE-Partei.